# 宽扎节
宽扎节（英語：Kwanzaa，/ˈkwɑːn.zə/）是一年一度的庆祝非裔美国人文化的节日，从12月26日到1月1日举行，通常在第6天举行名为卡拉穆的公共盛宴，达到高潮。它是由毛拉·卡伦加根据非洲不同地区（包括西非和东南部）的非洲丰收节传统创造的。宽扎节第一次庆祝是在1966年。

## 历史和词源
1966年，在瓦茨骚乱之后，美国毛拉·卡伦加创建了宽扎节，作为一个特别的非裔美国人节日。卡伦加说，他的目标是“给黑人一个圣诞节之外的选择，让他们有机会庆祝自己和自己的历史，而不是简单地模仿主流社会的做法。”卡林加是20世纪60年代和70年代黑人权力运动的重要人物，对他来说，设立这样的节日还强调了一个基本前提，即“在暴力革命之前，你必须经历一场『文化革命』。文化革命赋予了人们身份、目的和方向。”
根据卡伦加的说法，宽扎节这个名字来源于斯瓦希里语，意思是“初熟的果实”。圣果节存在于南部非洲，在12月/ 1月与南部冬至一起庆祝，卡伦加的部分灵感来自他读到的祖鲁人的丰收节。于是决定在这个节日的名字中加上一个“a”，这样它就有了一个具有象征意义的七个字母。
在宽扎节的早期，卡伦加说这是圣诞节的一个替代。他认为耶稣是精神病，基督教是黑人应该回避的“白人”宗教。随着宽扎节获得主流信徒的支持，卡伦加改变了他的立场，使基督徒不会被疏远，他在1997年出版的《宽扎节：家庭、社区和文化的庆祝》一书中写道:“宽扎节的创立不是为了给人们提供一个替代自己宗教或宗教节日的选择。”许多非裔美国人庆祝宽扎节的同时也庆祝圣诞节。
宽扎节最初是在加州创立的，后来扩展到美国以外的地区。

## 七个原则
宽扎节庆祝其创始人所称的宽扎节的七项原则，或非洲遗产的七项原则。他们是在1965年开发的，比宽扎节早一年。这七个原则组成了Kawaida，这是一个斯瓦希里语单词，意思是“共同的”。
宽扎节的七天都遵循如下的一项原则：
1. Umoja（团结）：争取并维持家庭、社区、国家和种族的团结。
2. Kujichagulia（自我决定）：定义和命名我们自己，以及创造和为自己说话。
3. Ujima （集体工作和责任）：共同建立和维护我们的社区，把我们兄弟姐妹的问题变成我们的问题，并一起解决它们。
4. 乌贾马 （合作经济学）：建立和维持我们自己的商店和其他商业，并共同从中获利。
5. Nia （目的）：使我们的集体使命成为社区的建设和发展，以恢复我们的人民传统的伟大。
6. Kuumba （创造力）：我们总是尽我们所能，以我们所能的方式去做，为了让我们的社区比我们继承来的更美丽，更有益。
7. Imani （信仰）：全心全意地相信我们的人民，我们的父母，我们的老师，我们的领袖，以及我们斗争的正义和胜利。